# Tillandsia loliacea
Tillandsia loliacea es una especie de planta epífita dentro del género  Tillandsia, perteneciente a la  familia de las bromeliáceas.  Es originaria de Bolivia, Paraguay, Argentina, y Brasil.

## Taxonomía
Tillandsia loliacea fue descrita por Mart. ex Schult. & Schult.f. y publicado en Systema Vegetabilium 7(2): 1204. 1830.
Etimología
Tillandsia: nombre genérico que fue nombrado por Carlos Linneo en 1738 en honor al médico y botánico finlandés Dr. Elias Tillandz (originalmente Tillander) (1640-1693).
loliacea: epíteto
Sinonimia
- Tillandsia atrichoides S.Moore
- Tillandsia quadriflora Baker
- Tillandsia undulata Baker[4][5]